# Liste der Baudenkmäler in Bodenmais

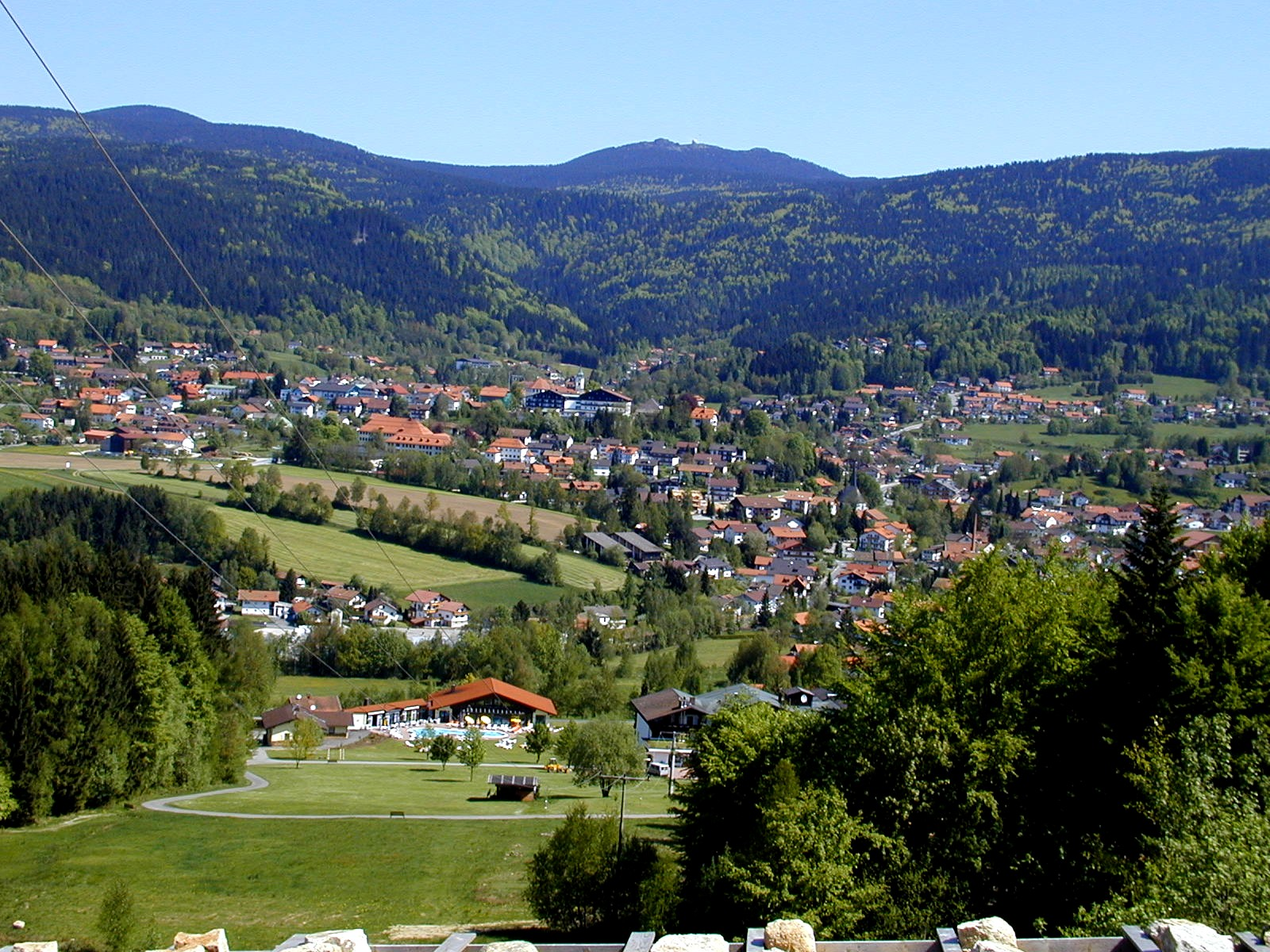
Blick auf Bodenmais und Arber

Auf dieser Seite sind die Baudenkmäler in dem niederbayerischen Markt Bodenmais zusammengestellt. Diese Tabelle ist eine Teilliste der Liste der Baudenkmäler in Bayern. Grundlage ist die Bayerische Denkmalliste, die auf Basis des Bayerischen Denkmalschutzgesetzes vom 1. Oktober 1973 erstmals erstellt wurde und seither durch das Bayerische Landesamt für Denkmalpflege geführt wird. Die folgenden Angaben ersetzen nicht die rechtsverbindliche Auskunft der Denkmalschutzbehörde.

## Baudenkmäler nach Ortsteilen

### Bodenmais
| Lage                                                  | Objekt                                                                      | Beschreibung | Akten-Nr.              | Bild                                                                        |
| ----------------------------------------------------- | --------------------------------------------------------------------------- | --- | ---------------------- | --------------------------------------------------------------------------- |
| Bergknappenstraße 10 (Standort)                       | Ehemaliges Rathaus, vormals Schulhaus                                       | Stattlicher zweigeschossiger Halbwalmdachbau, Obergeschoss Blockbau mit Schindelverkleidung, 1795. | D-2-76-117-1 Wikidata  | weitere Bilder                                                              |
| Hölzlweg 4 (Standort)                                 | Stöberlkapelle                                                              | Kleiner Satteldachbau über rechteckigem Grundriss, 1852, erneuert 1968; mit Ausstattung; Totenbretter zur Westseite, Anfang 20. Jahrhundert. | D-2-76-117-14 Wikidata | Stöberlkapelle                                                              |
| In Bodenmais (Standort)                               | Dreifaltigkeitssäule                                                        | Polygonalsäule auf Würfelpostament, darauf Trinitasskulptur mit Kreuz, Granit, 1869. | D-2-76-117-2 Wikidata  | Dreifaltigkeitssäule                                                        |
| Kötztinger Straße 29 (Standort)                       | Katholische Friedhofskapelle St. Johannes der Täufer                        | Satteldachbau mit eingezogenem, halbrund geschlossenem Chor, mit offener Vorhalle und Dachreiter, 1826; mit Ausstattung; Friedhofsmauer, erhaltener Abschnitt nach Osten, Bruchstein, 19. Jahrhundert. | D-2-76-117-4 Wikidata  | Katholische Friedhofskapelle St. Johannes der Täufer                        |
| Marktplatz 2 (Standort)                               | Katholische Pfarrkirche Mariä Himmelfahrt                                   | Dreischiffige Emporenhalle mit Satteldach, Ostturm mit Spitzhelm, 1804/5, neubarock verändert 1924, Erweiterung nach Westen durch Oktogon mit Zeltdach, 1956; mit Ausstattung. | D-2-76-117-5 Wikidata  | weitere Bilder                                                              |
| Marktplatz 3 (Standort)                               | Bergamt                                                                     | Zweigeschossiger kubusartiger Walmdachbau, nach Süden Laubengang, Erdgeschoss 1598, Obergeschoss 1739; Nebengebäude, eingeschossiger Pyramidendachbau, bezeichnet mit „1851“; Hofeinfriedung nach Norden, Bruchstein, 18./19. Jahrhundert. | D-2-76-117-6 Wikidata  | Bergamt                                                                     |
| Marktplatz 10 (Standort)                              | Pfarrhaus                                                                   | Zweigeschossiger Halbwalmdachbau, bezeichnet mit „1831“, erhöht 1929. | D-2-76-117-7 Wikidata  | Pfarrhaus                                                                   |
| Marktplatz 11 (Standort)                              | Forstamt                                                                    | Zweigeschossiger Schopfwalmdachbau mit eingeschossigem Konsolerker und Zierfachwerk, Polygonalmauerwerk mit Eckquaderungen, um 1880; Nebengebäude, eingeschossiger zweiflügeliger Schopfwalmdachbau, Polygonalmauerwerk mit Ziegelgliederungen, zum Teil mit Brettverkleidung, gleichzeitig; Hofeinfriedung nach Nordwesten, Bruchsteinmauer mit Zieraufsätzen, gleichzeitig. | D-2-76-117-8 Wikidata  | Forstamt                                                                    |
| Marktplatz 12 (Standort)                              | Wohn- und Geschäftshaus                                                     | Zweigeschossiger Schopfwalmdachbau mit Kniestock, mit Putzgliederungen, um 1900. | D-2-76-117-9 Wikidata  | Wohn- und Geschäftshaus                                                     |
| Marktplatz 13 (Standort)                              | Wirtshaus                                                                   | Zweigeschossiger breitgelagerter Halbwalmdachbau, Portal bezeichnet mit „1817“. | D-2-76-117-10 Wikidata | Wirtshaus                                                                   |
| Nähe Rechenstraße, auf bewaldetem Felshang (Standort) | Kapelle                                                                     | Satteldachbau mit Dachreiter, halbrund geschlossen, zum Teil verschindelt, um 1900; mit Ausstattung. | D-2-76-117-12 Wikidata | BW                                                                          |
| Regener Straße 1 (Standort)                           | Wohnhaus                                                                    | Zweigeschossiger Flachsatteldachbau, Obergeschoss Blockbau, erste Hälfte 19. Jahrhundert. | D-2-76-117-11 Wikidata | Wohnhaus                                                                    |
| Rißlochweg 18 (Standort)                              | Ehemaliges E-Werk mit Umspannwerk und Bedienstetenwohnungen, jetzt Wohnhaus | Zweiflügelbau, Nordflügel eingeschossig mit Walmdach, Südflügel zweigeschossig mit Flachsatteldach und Giebelschrot, 1909. | D-2-76-117-32 Wikidata | Ehemaliges E-Werk mit Umspannwerk und Bedienstetenwohnungen, jetzt Wohnhaus |

### Böhmhof
| Lage                  | Objekt     | Beschreibung                                                                                      | Akten-Nr.              | Bild |
| --------------------- | ---------- | ------------------------------------------------------------------------------------------------- | ---------------------- | ---- |
| In Böhmhof (Standort) | Wegkapelle | Kleiner Satteldachbau, dreiseitig geschlossen, mit turmartigem Dachreiter, bezeichnet mit „1897“. | D-2-76-117-15 Wikidata | BW   |

### Glashütte
| Lage                                                                 | Objekt                       | Beschreibung | Akten-Nr.              | Bild |
| -------------------------------------------------------------------- | ---------------------------- | --- | ---------------------- | ---- |
| Glashütte 2; Glashütte 3; Harlachberger Weg; in Glashütte (Standort) | Gedenksteine mit Inschriften | Granit, bezeichnet mit „1904“ und „1913“, mit mittlerem Kruzifix, Gusseisen auf Granitsockel, dahinter Totenbrettergruppe, 20. Jahrhundert; bei Haus Nr. 2. | D-2-76-117-17 Wikidata | BW   |

### Harlachberg
| Lage                     | Objekt            | Beschreibung | Akten-Nr.              | Bild           |
| ------------------------ | ----------------- | --- | ---------------------- | -------------- |
| Harlachberg 1 (Standort) | Feldkapelle       | Dreiseitig geschlossen, Dachreiter mit Zwiebelhaube, verschindelter Blockbau, bezeichnet mit „1747“; mit Ausstattung.                       | D-2-76-117-19 Wikidata | weitere Bilder |
| Harlachberg 1 (Standort) | Wegkreuz          | Kruzifix mit Assistenzfigur, Gusseisen, auf schlankem Granitsockel, zweite Hälfte 19. Jahrhundert; unterhalb von Harlachberg an der Straße. | D-2-76-117-20 Wikidata | BW             |
| Harlachberg 2 (Standort) | Harlachberg-Villa | Zweigeschossiger Schopfwalmdachbau mit Zierfachwerk und Ecklaube, Sockel aus Zyklopenmauerwerk, 1903.                                       | D-2-76-117-35 Wikidata | BW             |

### Klause
| Lage                 | Objekt      | Beschreibung                                                                                             | Akten-Nr.              | Bild |
| -------------------- | ----------- | --- | ---------------------- | ---- |
| Klause 20 (Standort) | Waldlerhaus | Eingeschossiger Flachsatteldachbau mit Giebelschrot, Kniestock Blockbau, erstes Drittel 19. Jahrhundert. | D-2-76-117-21 Wikidata | BW   |

### Mais
| Lage              | Objekt      | Beschreibung | Akten-Nr.              | Bild |
| ----------------- | ----------- | --- | ---------------------- | ---- |
| Mais 2 (Standort) | Waldlerhaus | Eingeschossiger Flachsatteldachbau mit Kniestock, Blockbau mit Giebelschrot, im Kern 18. Jahrhundert, steinerne Türschwelle, bezeichnet mit „1783“; Granitstein mit Inschrift, bezeichnet mit „1819“; Wassertrog, Granit, bezeichnet mit „1830“. | D-2-76-117-25 Wikidata | BW   |
| Mais 2 (Standort) | Ortskapelle | Satteldachbau mit eingezogenem, fünfseitig geschlossenem Chor und Dachreiter, bezeichnet mit „1862“; mit Ausstattung; Votivkreuz, schlanke Granitstele mit Laterne, darüber Gusseisenkruzifix, bezeichnet mit „1912“.                            | D-2-76-117-24 Wikidata | BW   |

### Oberlohwies
| Lage                                                  | Objekt        | Beschreibung | Akten-Nr.              | Bild |
| ----------------------------------------------------- | ------------- | --- | ---------------------- | ---- |
| Einsiedelberg; Forellenbach; Buchhüttenweg (Standort) | Marienkapelle | Satteldachbau mit wenig eingezogenem, halbrund geschlossenem Chor und Dachreiter, 18./Anfang 19. Jahrhundert; mit Ausstattung; Kreuzweg mit vierzehn Stationen, schlanke Stele mit profiliertem Schaft, Laterne mit Bildnische, Granit, Station 1 bezeichnet mit „1802“. | D-2-76-117-28 Wikidata | BW   |
| Oberlohwies 1 (Standort)                              | Waldlerhaus   | Eingeschossiger Flachsatteldachbau mit verbrettertem Giebelschrot, Kniestock Blockbau, 18./Anfang 19. Jahrhundert. | D-2-76-117-27 Wikidata | BW   |

## Ehemalige Baudenkmäler
In diesem Abschnitt sind Objekte aufgeführt, die früher einmal in der Denkmalliste eingetragen waren, jetzt aber nicht mehr. Objekte, die in anderem Zusammenhang also z. B. als Teil eines Baudenkmals weiter eingetragen sind, sollen hier nicht aufgeführt werden. Aktennummern in diesem Abschnitt sind ehemalige, jetzt nicht mehr gültige Aktennummern.

| Lage                    | Objekt    | Beschreibung | Akten-Nr.              | Bild |
| ----------------------- | --------- | --- | ---------------------- | ---- |
| Mais Mais 12 (Standort) | Einzelhof | Zweigeschossiger Flachsatteldachbau, nach Norden Stadel, Blockbau mit Giebelschrot, erste Hälfte 19. Jahrhundert. | D-2-76-117-26 Wikidata | BW   |